# شيربيت (ورغاهان)
شيربيت (بالفارسية: شیربیت) هي منطقة سكنية تقع في إيران في قسم ورغاهان الریفي. يقدر عدد سكانها بـ 140 نسمة .